# 羊肠子

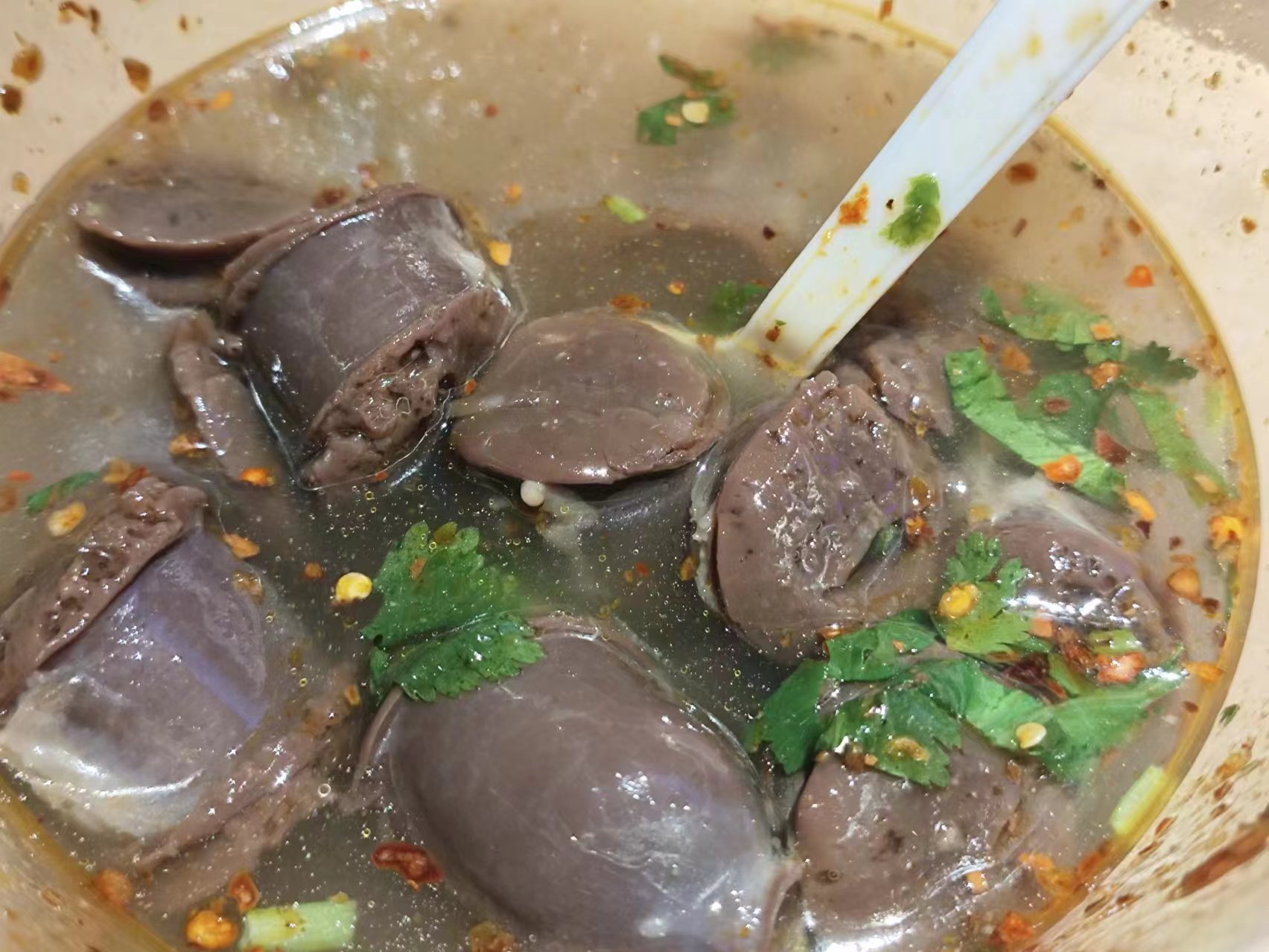

羊肠子是一种分别流行于中国河北省沧州市和山东省德州市两地的地方食品。主要用羊肠和羊血等原料制作而成，加入老汤煮熟，有独特的清香味，常作为早饭食用。